# Ben Sims
Ben Stocker, més conegut com Ben Sims, és un discjòquei de techno i productor musical de Londres.
Als deu anys va aprendre a punxar discos de música hip-hop. El 1991 va començar a difondre la seva música a través de ràdios pirates. A partir de 1995, arran que les autoritats perseguissin aquestes emissores il·legals, va començar a punxar cada cop més als clubs. El 1997, es va donar a conèixer a nivell internacional gràcies a la creació del segell discogràfic Theory Recordings.

## Discografia

### Àlbums
- 1999: The Dubs (Hardgroove)
- 2011: Smoke & Mirrors (Drumcode)